# Мустахфъз
Мустахфъз е название на третата категория от въоръжените сили на Османската империя – опълчение.
Набира състава си от редифа. Командири на мустахфъза са бивши военни и влиятелни местни личности. Отличава се с много ниски качества на военна подготовка и боеспособност.
Често се проявява с необуздани зверства, насилия, палежи и грабежи над мирното население в зоната на военните действия. Такива случаи има и през Руско-турската война (1877-1878) при Стара Загора, Нова Загора, Казанлък, Севлиево, Ловеч, Елена и др.